# رومن هريستوف
رومن هريستوف (بالبلغارية: Румен Христов)‏ هو لاعب كرة قدم بلغاري في مركز الهجوم، ولد في 22 مارس 1975 في بلوفديف في بلغاريا. شارك مع منتخب بلغاريا لكرة القدم. أما مع النوادي، فقد لعب مع سسكا صوفيا ونادي بوتيف بلوفديف ونادي دوبرودزا دوبريتش ونادي لوكوموتيف صوفيا ونادي ماريتسا بلوفديف.

## وصلات خارجية
- رومن هريستوف على موقع الاتحاد الأوربي (الإنجليزية)
- رومن هريستوف على موقع قاعدة بيانات كرة القدم.إي يو (الإنجليزية)